# Deutscher Frauenstimmrechtsbund
Deutscher Frauenstimmrechtsbund var en tysk kvinnorättsorganisation, verksam mellan 1913 till 1918. Syftet var att verka för Kvinnlig rösträtt.
Det var en av de tre stora föreningarna för kvinnlig rösträtt i Tyskland jämsides med Deutscher Verband für Frauenstimmrecht (1902) och Deutsche Vereinigung für Frauenstimmrecht (1911). 